# Jèrriais

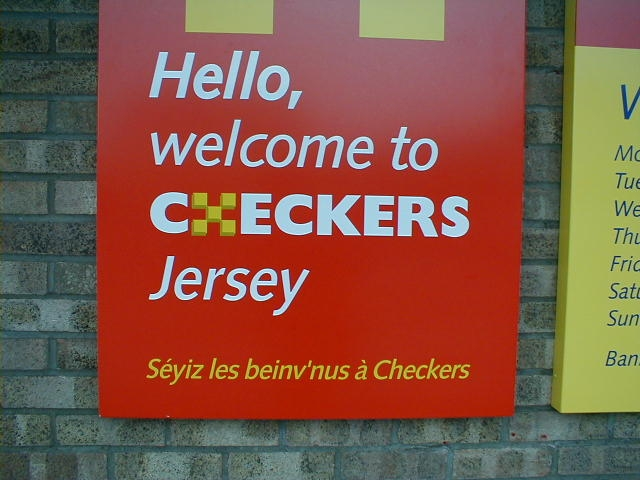
Bord in het Engels en het Jèrriais

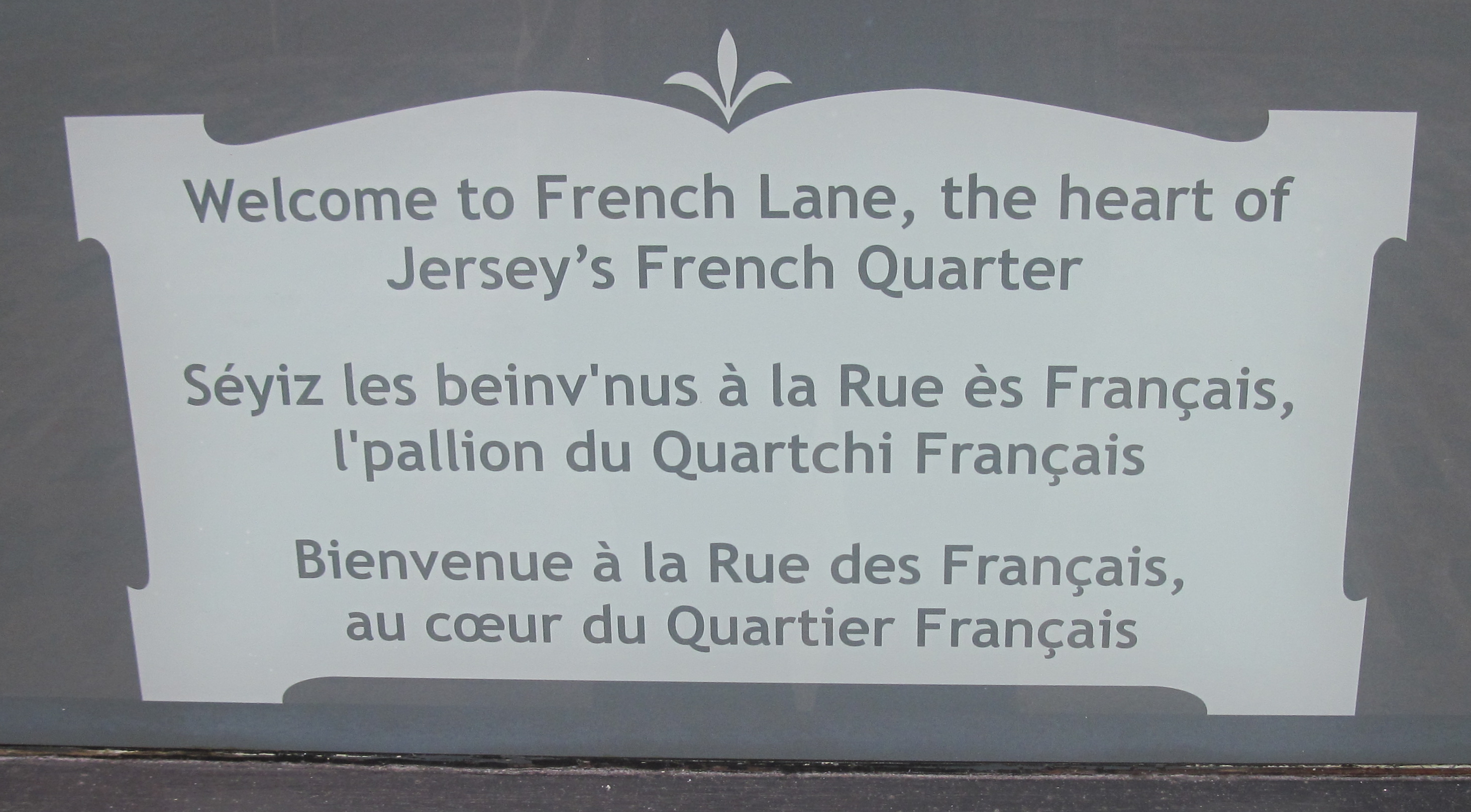
Bord in het Engels, het Jèrriais en het Frans

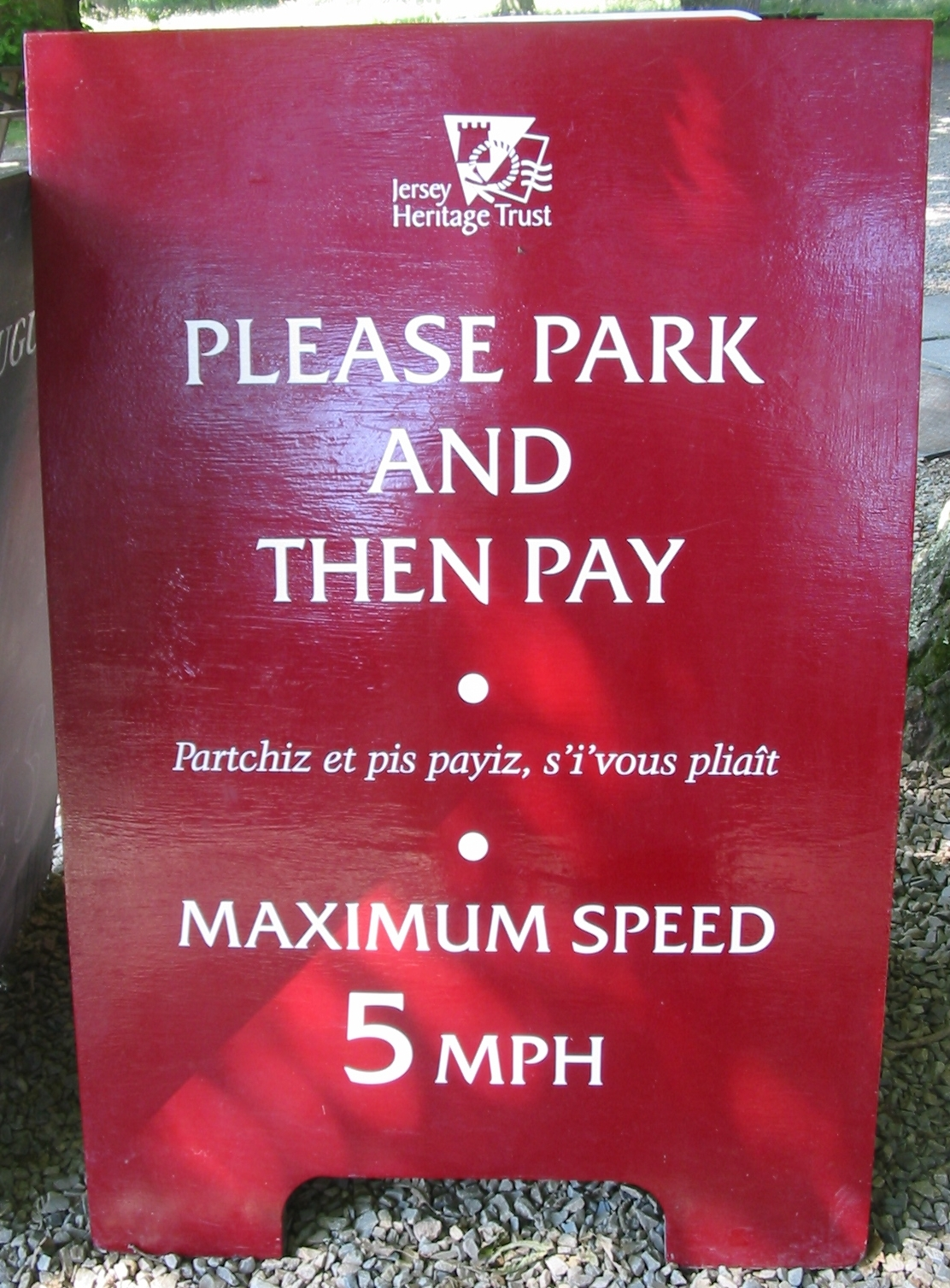
Bord in het Engels en het Jèrriais

Het Jèrriais (Frans: Jersiais of soms ook Français normand de Jersey) is het Normandisch-Franse dialect, dat op het Kanaaleiland Jersey gesproken werd, en waarvan nog resten waar te nemen zijn.
De taal wordt door de regering van Jersey officieel erkend, alhoewel ze niet als bestuurstaal gebruikt wordt.
Elementen van de oorspronkelijke taal van Jersey zijn veelvuldig te vinden in de plaats- en straatnamen. Musea, luchthavens, zeehavens en sommige gemeenten gebruiken twee- of drietalige berichtenborden.
Volgens een telling in 2001 spraken nog 874 inwoners of twee procent van de totale bevolking Jèrriais als huistaal of maken er soms gebruik van. Tot 15 procent van de bevolking kan gesprekken in het Jèrriais min of meer volgen.
In 2010 werden op Jersey nieuwe drietalige bankbiljetten uitgegeven met opschriften in Engels, Frans en Jèrriais.

## Taalgeschiedenis
Tot in die 19e eeuw bleef het Jèrriais de omgangstaal van het grootste deel van die bevolking, en tot voor de Tweede Wereldoorlog verstond zowat de helft van de inwoners de taal. In kerk- en bestuurszaken was het standaard-Frans gebruikelijk. De overschakeling naar het Engels begon in de 19e eeuw, aanvankelijk vooral door de aanwezigheid van Engelse soldaten op het eiland. De verengelsing zette zich in de 20e eeuw nagenoeg volledig door.